# Beauvais Oise Université Club 2012-2013
Questa voce raccoglie le informazioni riguardanti il Beauvais Oise Université Club nelle competizioni ufficiali della stagione 2012-2013.

## Organigramma societario
Area direttiva
- Presidente: Joël Thiebaut

Area organizzativa
- Manager generale: Miloslav Javurek

Area tecnica
- Allenatore: Cédric Dubois

## Rosa
| N° | Nome                    | Ruolo | Data di nascita  | Nazionalità sportiva |
| -- | ----------------------- | ----- | ---------------- | -------------------- |
| 1  | Nathan French           | S     | 20 aprile 1990   | Regno Unito          |
| 3  | Raphaël Chaussende      | S     | 3 settembre 1991 | Francia              |
| 4  | Alexandre Salvan        | P     | 26 dicembre 1991 | Francia              |
| 5  | Jaroslav Skach          | P     | 27 giugno 1975   | Rep. Ceca            |
| 6  | Stéphane Tolar          | C     | 4 luglio 1984    | Francia              |
| 7  | Thomas Dereymez         | P     | 14 novembre 1980 | Francia              |
| 8  | Jiří Kral               | C     | 8 luglio 1981    | Rep. Ceca            |
| 9  | Ondřej Hudeček          | S     | 9 maggio 1981    | Rep. Ceca            |
| 10 | Tommy Senger            | C     | 1º agosto 1982   | Francia              |
| 11 | Szabolcs Németh         | S     | 14 febbraio 1986 | Ungheria             |
| 15 | Thomas Lefebvre         | C     | 19 giugno 1992   | Francia              |
| 16 | Arthur Darmois          | S     | 10 gennaio 1992  | Francia              |
| 17 | Pavel Bartík            | S/O   | 19 marzo 1981    | Slovacchia           |
| 18 | Achilleas Papadīmītriou | L     | 18 agosto 1980   | Grecia               |